# Bill Sweatt
William Joseph "Bill" Sweatt, född 21 september 1988 i Elburn, är en amerikansk professionell ishockeyspelare som spelade för Luleå HF i SHL.
Sweatt spelade juniorhockey med NTDP och collegehockey med Colorado College. Efter att ha valts som 38:e spelare totalt i NHL Entry Draft 2007 av Chicago Blackhawks blev han free agent efter att klubben valt att inte skriva något kontrakt. År 2010 skrev Sweatt på för Vancouver Canucks. Som inlinehockeyspelare har Sweatt spelat på landslagsnivå med USA, med vilka han vann VM-guld i Ungern 2006.

## Tidigt liv
Sweatt föddes i Elburn, Illinois, en by väster om Chicago. Han spelade juniorhockey med sin äldre bror Lee i Highland Park, Illinois. Genom Sweatts uppväxt bodde familjen på landet och hade en asfalterad källare där bröderna spelade inlinehockey.

## Spelarkarriär
Sweatt gick med USA Hockey National Team Development Program (NTDP) säsongen 2004-05. Efter två säsonger i programmet gick han till collegehockeyn med Colorado College. Under sin första säsong spelade Bill tillsammans med sin bror Lee, som gjorde sin sista säsong i Colorado. Efter att ha gjort 26 poäng på 30 matcher valdes Sweatt som 38:e spelare totalt i NHL Entry Draft 2007 av Chicago Blackhawks. Han återvände till Colorado för att slutföra sin collegekarriär, som kulminerade i en poängbästa notering på 15 mål, 18 assist och 33 poäng på 39 matcher säsongen 2009-10.

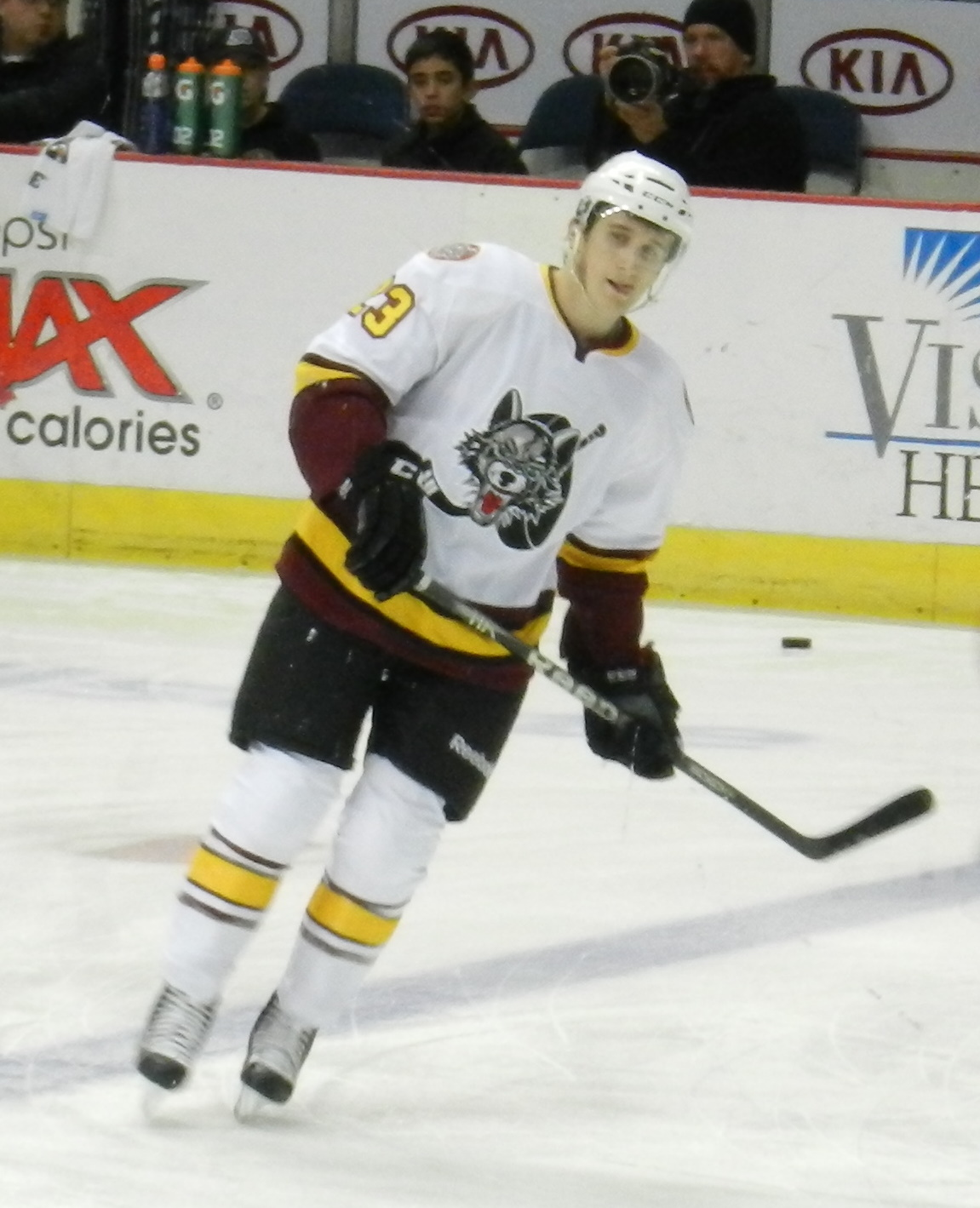
Bill Sweatt i Chicago Wolves

Under försäsongen blev Sweatt tillsammans med Kris Versteeg trejdad från Blackhawks till Toronto Maple Leafs. Efter att ha valt att inte skriva på för Toronto blev han en free agent den 16 augusti 2010. Tre dagar senare undertecknade han ett treårigt entry level-kontrakt med Vancouver Canucks värt 2,7 miljoner dollar. Bill återförenades då med sin bror Lee som hade anslutit till Canucks organisation tre månader före.
Efter försäsongen blev de båda Sweatt-bröderna nedflyttade till Canucks American Hockey League-lag Manitoba Moose. Tillsammans blev de första brödrapar att spela tillsammans i klubben. Mooses huvudtränare Claude Noel beskrev Sweatt i sin professionella rookiesäsong som en fysisk spelare som kan forechecka snabbt och sätta upp spel. Sweatt noterades för 46 poäng (19 mål och 27 assist) på 80 matcher, vilket placerade honom som tvåa i den interna poängligan efter Sergei Shirokov, samt nionde i hela ligan bland rookies. Under försäsongen fick Lee lämna Canucks organisation. Trots han att undertecknade med Ottawa Senators meddelade Lee att han avslutade sin karriär kort därefter.
Under Canucks träningsläger 2011 blev Sweatt skadad under en turnering i Penticton i British Columbia, vilket fick honom att missa lagets två första försäsongsmatcher i september. Efter att ha skickats till Chicago Wolves, Canucks nya AHL-lag, fick han sin första uppkallelse till NHL den 7 december 2011. Sweatt gjorde sin NHL-debut följande dag mot Montreal Canadiens, och noterades för två skott på mål och en tackling på sex minuter och arton sekunders istid. Vancouver vann matchen med 4-3. Den 31 mars 2013 blev Sweatt och Nicklas Jensen uppkallade från Wolves till Canucks.
Den 9 juli 2013, med sina NHL-rättigheter fortfarande ägda av Canucks, undertecknade Sweatt sitt första europeiska avtal genom ett ettårskontrakt i Sverige med Brynäs IF i SHL. Den 14 mars 2014 förlängde sedan Brynäs sitt kontrakt med Sweatt med ett tvåårskontrakt. Under sin andra säsong bildade Sweatt Brynäs förstakedja tillsammans med Greg Scott och Anton Rödin och gjorde 41 poäng på 54 matcher. 
Den 1 april 2015 meddelade Luleå HF att man skrivit ett tvåårskontrakt med Sweatt.

## Landslagsspel
Sweatt utsågs till bästa forward vid U18-VM i ishockey 2006, där USA vann guld. Han deltog även i JVM i Sverige 2007 och återvände hem med en bronsmedalj. Som inlinehockeyspelare vann Sweatt guld vid VM i Ungern 2006.

## Spelarstatistik
| 2004–05    | U.S. National Under-18 Team | NAHL       | 41 | 7  | 9  | 16 | 12 | —  | — | — | — | — |
| 2005–06    | U.S. National Under-18 Team | NAHL       | 17 | 10 | 15 | 25 | 4  | —  | — | — | — | — |
| 2006–07    | Colorado College            | WCHA       | 30 | 9  | 17 | 26 | 18 | —  | — | — | — | — |
| 2007–08    | Colorado College            | WCHA       | 37 | 10 | 17 | 27 | 38 | —  | — | — | — | — |
| 2008–09    | Colorado College            | WCHA       | 37 | 12 | 11 | 23 | 28 | —  | — | — | — | — |
| 2009–10    | Colorado College            | WCHA       | 39 | 15 | 18 | 33 | 18 | —  | — | — | — | — |
| 2010–11    | Manitoba Moose              | AHL        | 80 | 19 | 27 | 46 | 28 | 14 | 1 | 5 | 6 | 2 |
| 2011–12    | Chicago Wolves              | AHL        | 71 | 16 | 18 | 34 | 24 | 5  | 1 | 1 | 2 | 0 |
| 2011–12    | Vancouver Canucks           | NHL        | 2  | 0  | 0  | 0  | 0  | —  | — | — | — | — |
| 2012–13    | Chicago Wolves              | AHL        | 66 | 15 | 21 | 36 | 12 | —  | — | — | — | — |
| 2012–13    | Vancouver Canucks           | NHL        | 1  | 0  | 0  | 0  | 0  | —  | — | — | — | — |
| 2013–14    | Brynäs IF                   | SHL        | 55 | 16 | 15 | 29 | 26 | 5  | 1 | 1 | 2 | 2 |
| 2014–15    | Brynäs IF                   | SHL        | 54 | 19 | 22 | 41 | 36 | 7  | 0 | 4 | 4 | 4 |
| NHL totalt | NHL totalt                  | NHL totalt | 3  | 0  | 0  | 0  | 0  | —  | — | — | — | — |